# Fraňo Kráľ

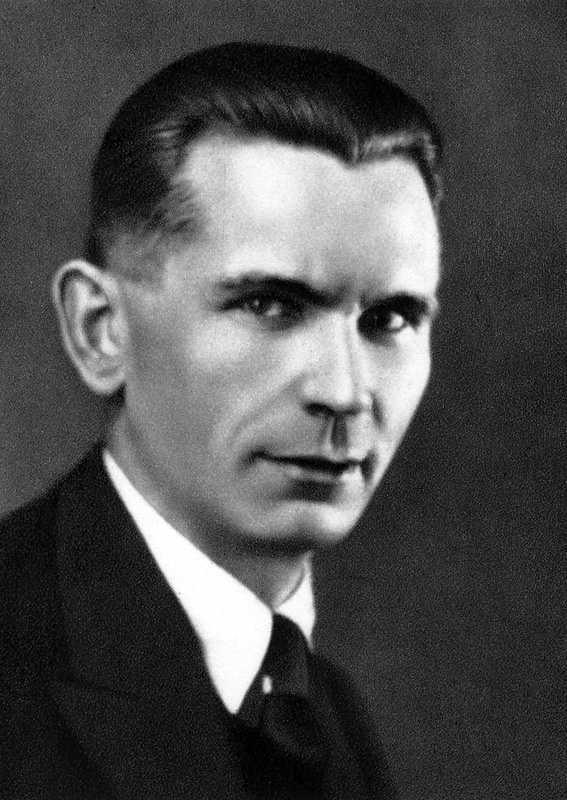
Fraňo Kráľ (1937)

Fraňo Kráľ (* 9. März 1903 in Barton, Ohio, Vereinigte Staaten; † 3. Januar 1955 in Bratislava) war ein slowakischer Dichter, Schriftsteller und Politiker.

## Leben
Als Sohn einer emigrierten slowakischen Familie kam Fraňo Kráľ zur Welt im kleinen Ort Barton im US-Bundesstaat Ohio, doch bereits mit zwei Jahren kehrte er mit seinen Eltern zurück in die Slowakei, die zu dieser Zeit noch ein Teil Österreich-Ungarns war. Fortan wohnte er in Smrečany im Komitat Liptau, bildete sich zu einem Zimmermann aus und war als Bauarbeiter und Holzfäller tätig. 1920–21 absolvierte er eine städtische Schule in Liptovský Mikuláš und studierte 1921–25 an einer Lehranstalt in Spišská Nová Ves.
Als er seinen Wehrdienst leistete, begann er an die Tuberkulose zu leiden und trotz Behandlungen in Sanatorien in Tatranské Matliare in der Hohen Tatra und im mittelböhmischen Prosečnice kämpfte er mit dieser Krankheit sein ganzes Leben. Nach der Entlassung aus der Sanatoriumbehandlung wurde er 1927 Lehrer und wirkte in Orten wie Okoličné, Peťov, Kružno, Vyšná Slaná und Piesok (bei Modra), bevor er 1931 sich dauerhaft in Bratislava niederließ. Nach der Entstehung des Slowakischen Staats wurde er mit nur 36 Jahren aufgrund seiner linksgerichteten/kommunistischen Weltanschauung frühzeitig pensioniert. Während des Zweiten Weltkriegs beteiligte sich Kráľ an der kommunistischen Bewegung im Untergrund und unterstützte den zweiten tschechoslowakischen Widerstand gegen das Ludaken-Regime.
Unmittelbar nach dem Kriegsende wurde er Leiter der Abteilung für nationale Schulen am Bildungsministerium in Bratislava, 1948–54 übte er die Funktion eines Abgeordneten im Slowakischen Nationalrat aus und wurde 1953 Mitglied des Zentralausschusses der Kommunistischen Partei der Slowakei. Noch im selben Jahr wurde ihm die Auszeichnung „Nationaler Künstler“ verliehen.

## Werk

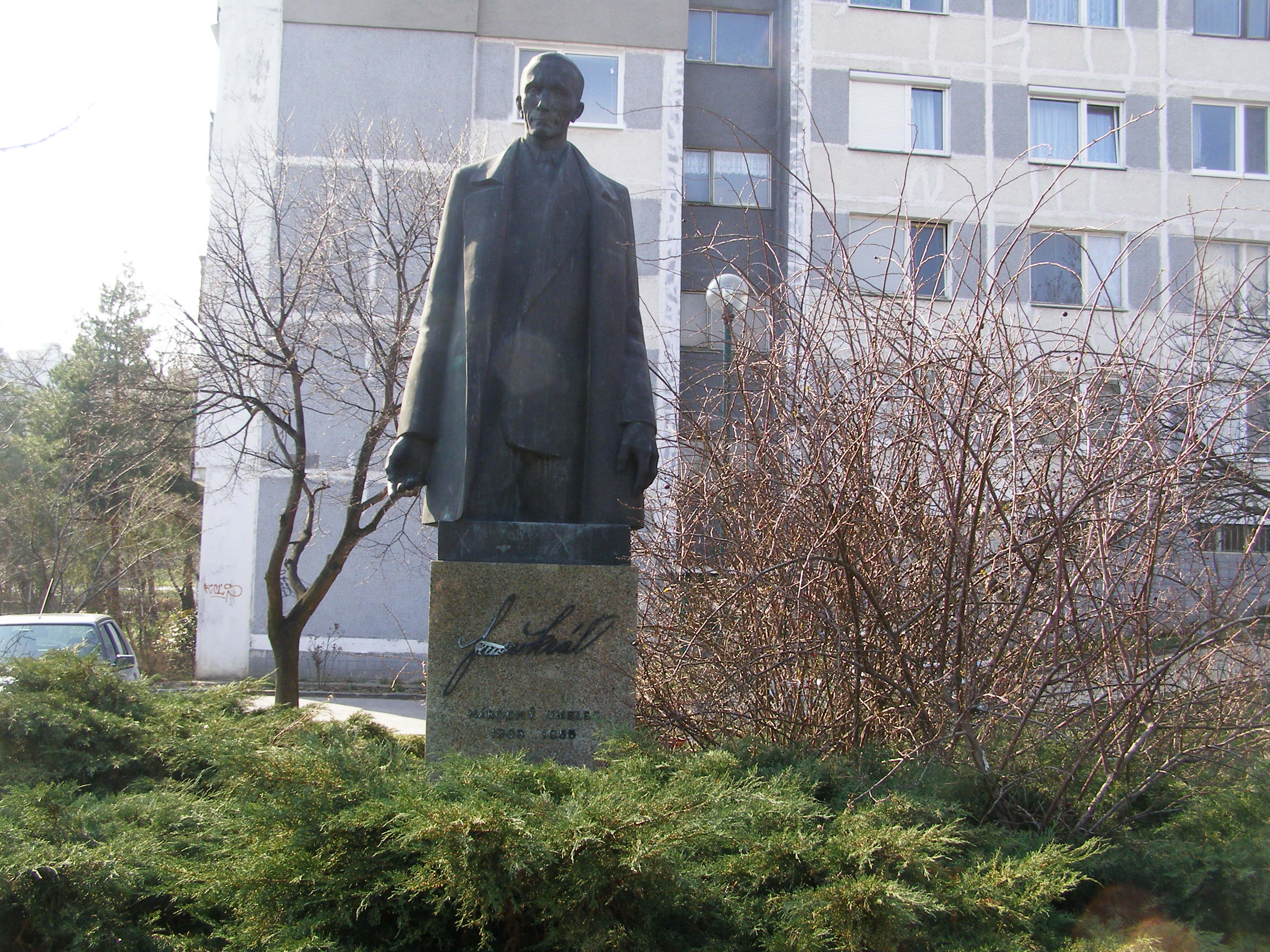
Statue von Fraňo Kráľ an der Straße Tilgnerova in Bratislava, Stadtteil Karlova Ves

Als linksgerichteter Intellektueller war Fraňo Kráľ einer der ersten slowakischen Schriftsteller, der den Stil des Sozialistischen Realismus in seinen Werken nutzte. Mit dem Erstling Čerň na palete orientierte sich Kráľ zur „proletarischen Poesie“, die Themen wie Auswanderung, Wirtschaftskrise und Aufstieg des Faschismus behandelte, einzige Ausnahme war dabei die optimistisch gesinnte Sammlung Balt. Auch als Prosaist schilderte Kráľ vornehmlich soziale Themen, als Klassiker gelten dabei seine Jugendliteraturstücke Jano (1931) und vor allem Čenkovej deti (1932), die die krassen sozialen Unterschiede in der Tschechoslowakei der Zwischenkriegszeit zum Sujet haben.

### Poesie
- 1930: Čerň na palete („Das Schwarz auf der Palette“)
- 1931: Balt („Die Ostsee“)
- 1936: Pohľadnice („Ansichtskarten“)
- 1945: Z noci do úsvitu („Aus der Nacht zur Morgendämmerung“)
- 1952: Jarnou cestou („Über den Frühlingsweg“)

### Prosa
- 1931: Jano (Erzählung)
- 1932: Čenkovej deti („Die Kinder der Frau Čenková“, Geschichten)
- 1934: Cesta zarúbaná („Der verbarrikadierte Weg“, Roman)
- 1945: Stretnutie („Die Begegnung“)
- 1949: Za krajší život („Für ein schöneres Leben“)
- 1950: Bude ako nebolo („Es tagt hinter den dunklen Wäldern“)
- 1961: Fraňo Kráľ učiteľom („Fraňo Kráľ als Lehrer“, post mortem herausgegeben)